# Louie Espinoza
Louie Espinoza (* 12. Mai 1962 in Globe, Arizona) ist ein ehemaliger US-amerikanischer Boxer im Feder- und Superbantamgewicht. Er wurde von Dave Wolf gemanagt und von Danny Carbajal trainiert.

## Profi
Am 23. November des Jahres 1982 gab er gegen den Mexikaner Adan Uribe mit einem technischen K.-o.-Sieg in Runde 3 erfolgreich sein Debüt bei den Profis. Im Januar 1987 errang er im Superbantamgewicht den vakanten Weltmeistertitel der WBA, als er in einem auf 15 Runden angesetzten Kampf Tommy Valoy in der 4. Runde durch T.K.o. schlug. Diesen Gürtel verteidigte er zweimal und verlor ihn Ende November 1987 gegen Julio Gervacio nach Punkten.
Am 11. November des Jahres 1989 besiegte er im Federgewicht den Italiener Maurizio Stecca durch technischen K. o. und wurde dadurch WBO-Weltmeister. Allerdings verlor er diesen Gürtel im April des darauffolgenden Jahres an Jorge Paez durch geteilte Punktentscheidung.
Im Jahre 1997 beendete er seine Karriere.